# Orquesta Nacional de Jazz de Francia

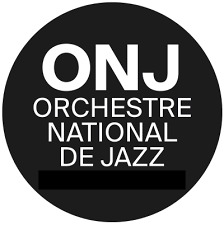
Logo de la ONJ

La Orchestre National de Jazz(u ONJ) es una orquesta francesa de jazz creada en 1986 por iniciativa de Jack Lang, entonces Ministro de Cultura. 

## Orquesta Nacional de Jazz de Francia
Es bajo el impulso de Maurice Fleuret, designado en 1982 por la dirección de música y danza del Ministerio de Cultura (Francia) | Ministerio de Cultura]], quien describe el proyecto para ayudar a la música que no sea  música clásica, y en particular el jazz. En 1983, se creó una comisión asesora para el jazz, compuesta por músicos, productores, periodistas, organizaciones profesionales y sindicales, y asociaciones de músicos. Fue en el verano de 1985 cuando Jack Lang anunció la creación de una orquesta de jazz nacional patrocinada por el estado, diseñada para dar vida y renovar el repertorio de las grandes orquestas de jazz.
La ONJ ofrece su concierto inaugural el 3  de febrero de  1986 en la Teatro de los Campos Elíseos, bajo la dirección de François Jeanneau, después de sólo unas pocas semanas de ensayos. El evento es muy publicitado y varias personalidades están invitadas (Danielle Mitterrand, Simone de Beauvoir, Roger Hanin ...), así como varios músicos invitados de renombre (Martial Solal, Gil Evans, Michel Portal).
Colocada bajo la dirección de un director de orquesta (generalmente designado por dos o tres años), esta formación subvencionada por el Estado tiene así medios que le permiten realizar, difundir y presentar sus creaciones en todo el mundo. El director es designado por el consejo de administración de la AJON, la asociación de jazz en la orquesta nacional, una asociación bajo la ley fr 1901 creada en 1986 para gestionar la estructura y definir las misiones de la ONJ. El director es elegido por la AJON para un proyecto artístico específico. El primer director de la ONJ fue François Jeanneau.
Las creaciones de la ONJ son reconocidas por su alta calidad y la institución es reconocida por su dinamismo y capacidad de evolución. Bajo la dirección del vibrafonista Franck Tortiller, la ONJ incluso obtuvo un buen reconocimiento comercial en 2006 con el lanzamiento de un álbum de tributo a Led Zeppelin (Cerca del cielo). Este es uns de los mejores ventas de la ONJ (más de 10 000 copias) con Around Robert Wyatt.
En 2008, el contrabajista y productor Daniel Yvinec fue nombrado director artístico de la ONJ, lo que implicó un cambio de perspectiva en la dirección de este conjunto en comparación con sus predecesores, que estaban a cargo de la dirección musical. Decide no seleccionar a músicos que ya conoce, sino diez jóvenes instrumentistas con los que hace repertorios tan diversos como la reapropiación de las canciones firmadas o interpretadas por el exbaterista de Soft Machine'. Around Robert Wyatt, un homenaje a Billie Holiday (Broadway In Satin), una composición colectiva sobre la película  Carmen  de DeMille, o una improvisación en dos partes en la película Potemkin de  Eisenstein, una repetición de Astor Piazzolla o el álbum de ranura 70 Around Robert Wyatt siendo las mejores ventas de la ONJ, con más de 15000 copias. Estos directores emplean muchos artistas invitados, como los músicos (Vincent Artaud, Alban Darche,  John Greaves, Benoît Delbecq, Bernardo Sandoval, John Hollenbeck, Gil Goldstein, Michael Leonhart ...) y artistas gráficos (Antoine Carlier, Annabelle Tiaffay ...), artistas de pop o variedades (Karen Lano,  Daniel Darc, Rokia Traoré,  Arno, Yael Naim ...), actores (Irène Jacob) o bailarines (Blanca Li). Por iniciativa del Instituto Francés de Marruecos, se invita a la ONJ a proponer un proyecto de creación cultural que reúna a músicos franceses y marroquíes. La orquesta se envía en pequeños grupos en diferentes partes del país ( Assa, Oujda, Fez, Tetuán), para intercambiar con el músicos locales o simplemente disfrutar del lugar. Cinco conciertos se organizan en Marruecos en junio de 2013, así como un concierto de restitución en el Instituto del Mundo Árabe. El concierto final de la ONJ tuvo lugar el 21 de diciembre de 2013 en la Ferme du Buisson (Noisiel) en el repertorio del álbum The Party (JazzVillage / Harmonia Mundi), lanzado en enero de 2014.
El guitarrista y compositor  Olivier Benoit fue nombrado director artístico por un período de 4 años a partir del 1 de enero de 2014, con la misión de una apertura internacional y especialmente una residencia itinerante en las principales ciudades europeas, descompartimendo los géneros.